# Tickled
Tickled ist ein neuseeländischer Dokumentarfilm aus dem Jahr 2016 über „wettbewerbsfähiges Ausdauer-Kitzeln“ und Videos, die es zeigen, sowie die Praktiken derjenigen, die die Videos produzieren, unter der Regie von David Farrier und Dylan Reeve. Der Film erforscht mögliche rechtliche und ethische Probleme mit bestimmten Personen, die die Videos machen, und war selbst Gegenstand rechtlicher Anfechtungen. Ein Follow-up-Special, The Tickle King, lief auf HBO im Februar 2017.

## Handlung
David Farrier, ein neuseeländischer Fernsehjournalist, dessen Schwerpunkt auf „skurrilen und seltsamen Geschichten“ liegt, stößt im Internet auf Videos, die „wettbewerbsmäßiges Ausdauer-Kitzeln“ zeigen, eine Aktivität, bei der junge, sportliche Männer gefesselt und gegenseitig gekitzelt werden. Er beginnt, für eine Story zu recherchieren und bittet um ein Interview mit der Produzentin der Videos. Die Produktionsfirma Jane O’Brien Media antwortet mit einer brisanten E-Mail, in der sie sich weigert, „mit einem homosexuellen Journalisten zusammenzuarbeiten“ (obwohl Farrier eigentlich bisexuell ist). Farrier, fassungslos über die feindselige Antwort, schließt sich mit dem Fernsehproduzenten Dylan Reeve zusammen, um den mysteriösen Produzenten genauer zu untersuchen.
Nachdem ihre ersten Blogbeiträge über die Geschichte viral gehen, erhält das Duo rechtliche Drohungen von Jane O’Brien Media, die Kevin Clarke und zwei weitere Vertreter nach Neuseeland schicken, um sich mit ihnen zu treffen. Obwohl ihre Interaktionen oberflächlich gesehen herzlich sind, drängen die Jane-O’Brien-Media-Vertreter das Projekt fallen zu lassen. Farrier und Reeve folgen daraufhin den Vertretern nach Los Angeles zu einem Drehort, werden aber an der Tür abgewiesen.
Bei weiteren Nachforschungen über das Phänomen stoßen sie auf Informationen über eine Person namens „Terri DiSisto“ (alias „Terri Tickle“), die in den 1990er Jahren Pionierarbeit bei der Rekrutierung und Verbreitung von Kitzelvideos im Internet geleistet hat. Sie interviewen den unabhängigen Kitzel-Videoproduzenten Richard Ivey, dessen Aktivitäten vergleichsweise unauffällig sind und der auch einen homoerotischen Aspekt einräumt. Ehemalige Teilnehmer an den Videos von Jane O’Brien Media beschreiben eine zwanghafte und manipulative Behandlung durch die Produzenten, wie beispielsweise Verleumdungskampagnen gegen sie, die Offenlegung ihrer persönlichen Daten und die Kontaktaufnahme mit Mitarbeitern, um sie als sexuell abweichend zu diskreditieren, alles als Vergeltung dafür, dass sie sich gegen die Firma ausgesprochen haben. Ein lokaler Anwerber in Muskegon, Michigan, beschreibt „Vorstellungsvideos“, bei deren Erstellung er geholfen hatte und die von O’Brien Media ohne die Zustimmung der Teilnehmer veröffentlicht wurden.
Farrier und Reeve entdecken Dokumente auf einer nicht mehr existierenden Kitzelvideo-Website, die Jane O’Brien Media mit David D’Amato, dem ehemaligen Schulverwalter hinter dem Alias „Terri Tickle“, in Verbindung bringen. Sie erfahren, dass D’Amato eine sechsmonatige Haftstrafe verbüßt hat, weil er als Vergeltung gegen einen 18-jährigen Studenten, der versucht hatte, eine Online-Beziehung zu beenden, die Computersysteme an zwei verschiedenen Universitäten abgeschaltet hatte. Sie stellen fest, dass D’Amato jetzt von einer beträchtlichen Erbschaft seines Vaters, eines erfolgreichen Anwalts, lebt. Nach erheblichen Bemühungen, ihn ausfindig zu machen, konfrontieren sie ihn auf der Straße, woraufhin er mit weiteren rechtlichen Drohungen reagiert. Bevor er nach Neuseeland zurückkehrt, bittet Farrier D’Amatos Stiefmutter um einen Kommentar; sie bestätigt implizit die „Kitzel“-Vergangenheit ihres Stiefsohns, und Farrier teilt ihr mit, dass er glaubt, D’Amato sei immer noch darin verwickelt.

## Produktion
Unter dem Arbeitstitel Tickle King: The Hunt for the Truth in Competitive Tickling sammelten Farrier und Reeve im Juni 2014 29.570 NZD (15.508,5 Euro; 14.503,5 Schweizer Franken) auf der Crowdfunding-Plattform Kickstarter, die in erster Linie die Kosten für die Filmcrew decken sollten, die für eine Woche in die Vereinigten Staaten reiste. Das Projekt erhielt außerdem eine Förderung von der New Zealand Film Commission.
Der Soundtrack enthält Musik aus dem Film Upstream Color von Shane Carruth.

## Veröffentlichung

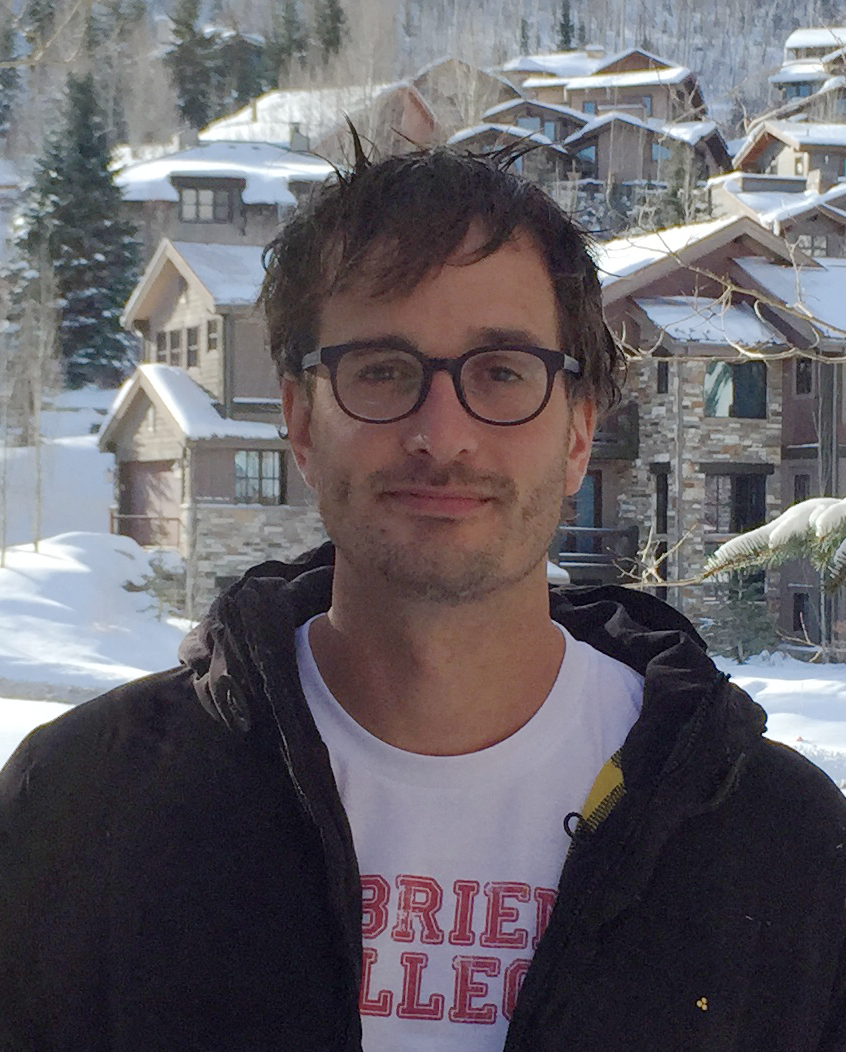
Co-Regisseur David Farrier beim Sundance Film Festival 2016

Der Film wurde im Januar 2016 auf dem Sundance Film Festival gezeigt, woraufhin Magnolia Pictures den Vertrieb übernahm und HBO die US-TV-Rechte erwarb. Im März 2016 wurde er im Rahmen des True/False Film Festivals präsentiert.
Der Film wurde am 27. Mai 2016 in den neuseeländischen Kinos veröffentlicht. Er wurde von Magnolia Pictures am 17. Juni in den US-Kinos, und am 19. August in Australien sowie dem Vereinigten Königreich veröffentlicht.

## Rezeption
Tickled erhielt viel Lob von Kritikern. In einer Rezension mit der Überschrift „Fetisch-Dokumentation reicht von kichernd bis düster“, gibt Nigel Smith vom Guardian dem Film vier von fünf Sternen. Dennis Harvey von Variety stellt fest, dass die Bildschirmpräsenz der Filmemacher „gerechtfertigt ist, weil die Belästigung, die sie bei der Verfolgung der Geschichte erleben, ein großer Teil der Erzählung wird“. Die Salt Lake Tribune, die dem Film 4,5 Sterne gab, sagte, er sei „ein Akt journalistischen Mutes“ und zeige „den Schaden auf, der von einer Person mit viel Geld und einer rachsüchtigen Ader angerichtet werden kann“. Manohla Dargis von der New York Times, die den Film mit einem „Critic’s Pick“ auszeichnete, sagte: „Farrier und Mr. Reeve sehen den Humor, aber sie sehen auch das Pathos – denn es ist alles nur Spaß und Gekicher, bis jemand verletzt wird.“ Darian Lusk vom New York Observer schrieb: „Die schockierende Wahrheit wird auf unangenehme Weise bis zum Äußersten verfolgt, und das Ergebnis ist ein fesselndes Stück investigativer Journalismus.“
Bei Rotten Tomatoes hat der Film eine Zustimmungsrate von 94 %, basierend auf Bewertungen von 116 Kritikern. Metacritic gibt dem Film eine Punktzahl von 76 von 100, basierend auf Bewertungen von 28 Kritikern, was auf „allgemein positive“ Bewertungen hinweist.

## Reaktion der Probanden des Dokumentarfilms
Nach der Uraufführung in Sundance im März 2016 reichte David D’Amato eine Bundesklage gegen die Filmemacher ein, weil sie falsche Anschuldigungen erhoben hatten, einschließlich der Unterstellung, D’Amato habe Erpressung betrieben und Minderjährige missbraucht. Er gab an, keine Beziehung zu O’Brien Media zu haben. Als Reaktion darauf sagte Farrier der Salt Lake Tribune, „angesichts der Anzahl der leeren rechtlichen Drohungen, mit denen wir während der Herstellung des Films konfrontiert waren, ist es fast erfrischend zu sehen, dass ein echter Fall von echten Anwälten eingereicht wird.“
Im Juni 2016 erstellte Kevin Clarke von O’Brien Media eine Website, um gegen den Dokumentarfilm vorzugehen.
D’Amato besuchte die Vorführung am 18. Juni 2016 im Nuart Theater in Los Angeles und konfrontierte Dylan Reeve mit den Worten: „Sie müssen sich einen Anwalt nehmen.“ Clarke argumentierte mit Reeve während einer öffentlichen Frage-und-Antwort-Sitzung nach dem Film und sagte: „Der Film ist ein Stück Müll voller Lügen. Geben Sie die Audiobänder frei, die zeigen, dass Sie lügen. Und wenn Sie sie nicht freigeben, ist das dasselbe, als würden Sie zugeben, dass Sie lügen.“
D’Amato reichte eine 40-Millionen-US-Dollar-Klage wegen Verleumdung und übler Nachrede vor dem Nassau-County-Gericht ein, in der er behauptete, seine Stiefmutter Dorothy D’Amato habe Aussagen in dem Film mit der Absicht gemacht, sein Geschäft zu schädigen, und dadurch psychische Probleme verursacht.
D’Amato starb im Alter von 55 Jahren am 13. März 2017. Die Filmemacher veröffentlichten eine Erklärung auf ihrer Website, dass sie „unglaublich traurig“ seien, davon zu erfahren, und baten darum, dass sein Tod mit Respekt behandelt wird.